# Kapetanovo slott
Kapetanovo slott (serbisk kyrilliska: Капетаново) är ett nygotiskt slott i  Stari Lec, en by i närheten av staden Vršac i Vojvodina i nordöstra Serbien. Slottet byggdes 1904 neogotisk stil. År 1991 togs slottet upp på den nationella listan över kulturminnen av stor betydelse, och sedan dess har slottet varit skyddad. Idag används slottet som hotell.

## Historik
Slottet byggdes 1904 av ispán i Torontáls län (Kungariket Ungern, Österrike-Ungern) Béla Botka. Han ville skapa en bostad som skulle likna ett medeltida slott, och det var en av anledningarna till byggandet av det neogotiska palatset. Kapetanovo ligger nära vägen Vršac–Zrenjanin, cirka 2 km sydväst om den lilla byn Stari Lec.
Efter att ha förlorat nästan hela sin förmögenhet på spel, bestämde sig ägaren Béla för att sälja slottet, som den sista möjliga lösningen för att lösa sin ekonomiska situation. Efter att han berättat detta för sin hustru Emma, blev hon så förkrossad att hon natten till den 2 augusti 1938 klättrade upp i Kapetanovos högsta torn, hällde bensin på sig själv och brände sig till döds.
Ändå såldes Kapetanovo på en auktion 1938 till en förmögen köpman, Franc Maj. Han köpte det som huvuddelen av sin dotters hemgift. Efter bröllopet flyttade hon och hennes man Milan Kapetanov in, och slottet tog hans namn. Under denna tid blomstrade Kapetanovo. De skapade stora fontäner och trädgårdar runt om på slottsområdet, och den enda delen som ständigt var låst var det högsta tornet, där Emma Botka brände sig. Milan var Kapetanovos ägare fram till slutet av andra världskriget, men efter lagen om nationalisering togs slottet i beslag av den kommunistiska Jugoslaviens regering.

## Arkitektur
Kapetanovo slott är ett exempel på nygotisk arkitektur. Det har två ingångar och runt det fanns en rymlig park (nu nedlagd) med en fontän. En av de mest specifika arkitektoniska specialiteterna är en trappgavel som sträcker sig längs tre sidor av slottet. Med enkel vit fasad och en förhöjd entré pekas byggnadens harmoniska proportioner ut med höga fyrkantiga torn med krenelering. Alla fönster har spetsiga gotiska valv och med falska pilslingor ovanpå tornet syns tydligt arkitektens idé att skapa ett pseudo-medeltidsslott.

## Renovering
Efter förstatligandet var slottet mestadels övergivet och tomt i nästan 40 år. År 1987 påbörjades återuppbyggnaden, men den övergavs snart efter grundläggande bevarandearbete. Senare, i augusti 2006, påbörjades ett omfattande arbete med att restaurera slottet, och det renoverades till en restaurang med ett hotell. Eftersom slottet är under skydd av Serbian Academy of Sciences and Arts som ett kulturmonument av stor betydelse, var återuppbyggnaden en trogen restaurering av den ursprungliga designen.